# Торальф Петерс
Торальф Петерс (нім. Thoralf Peters, 13 січня 1968) — німецький академічний веслувальник.
Срібний призер Олімпійських Ігор 1992 року в складі розпашної четвірки зі стерновим.